# دوبروتسی، استان لووچ
دوبروتسی (به بلغاری: Dobrevtsi) روستایی در بلغارستان است که در شهرستان یابلانیتسا واقع شده‌است.